# هايد بارك (نيويورك)
هايد بارك (بالإنجليزية: Hyde Park, New York) هي بلدة أمريكية تقع في الولايات المتحدة في مقاطعة دوتشيز. يقدر عدد سكانها بـ 21,571 نسمة ومساحتها 103.2 كم2 وترتفع عن سطح البحر 73 متر.

## أعلام
- فريدريك ويليام فاندربلت
- بريت ويلكينسون
- غريس روزفلت
- إيلين روزفلت
- جيمس أ. روزفلت
- لورينا هيكوك
- ويليام نيلسون
- جون بارد
- بيير تيلار دي شاردان
- ناثانيل بندلتون
- جيمس روزفلت روزفلت